# Moine-soldat
Un moine-soldat, est l'expression consacrée tirée de Bernard de Clairvaux pour désigner les frères des ordres militaires et hospitaliers et principalement les Templiers.
L'expression « moines-soldats » est couramment employée (et à notre époque galvaudée) pour qualifier les Templiers. Elle n'est pas illégitime, saint Bernard lui-même associe les mots « moine » et « chevalier ». Bernard de Clairvaux, dans De Laude novae militiae dit : « Il est aussi singulier qu'étonnant de voir comment ils savent se montrer en même temps, plus doux que des agneaux et plus terribles que des lions, au point qu'on ne sait s'il faut les appeler des religieux ou des soldats, ou plutôt qu'on ne trouve pas d'autres noms qui leur conviennent mieux que ces deux-là, puisqu'ils savent allier ensemble la douceur des uns à la valeur des autres »
.

## Contexte
Les ordres militaires, en tous les cas, les trois grands ordres, Templiers, Hospitaliers et Teutoniques, sont d'abord composés de frères ou de moines qui prononcent des vœux religieux et vivent sous une règle monastique avec la particularité « d’allier la vie monastique avec le métier des armes ». C'est la règle qui fait l'ordre :  les Hospitaliers suivent la règle de saint Augustin, les Templiers la règle de saint Benoit et les ordres de Calatrava, d'Alcantara et d'Aviz suivent la même que Citeaux.
Jean-Loup Lemaître écrit que « le concept d'« ordre religieux » est relativement récent, que les classifications modernes ne sont pas celles d'autrefois : ordo monasticus, ordo canonicus désignèrent au Moyen Âge un mode de vie régi par l'une des trois règles retenues lors des synodes d'Aix-la-Chapelle de 816-817 - celles de Basile, de Benoit et Augustin, auxquelles allait s'ajouter au XIIe siècle celle de François d'Assise - et par l'« institution » (institutio), qui rassemblait les textes réglementant la pratique liturgique et la vie communautaire, autrement dit l'« observance » - « ordinaires », « coutumiers », « constitutions » et « statuts ».
Avec les croisades « pour la première fois dans l'histoire de la chrétienté, des soldats vivaient comme des moines » ou vivaient en moines. Les Hospitaliers faisaient vœu de pauvreté, chasteté et obéissance, c'est seulement à partir de 1136 que leur activité militaire est attestée, la vie spirituelle était enrichie par leur dévouement aux malades et aux pauvres. Au départ, les Templiers avaient pour idéal la vie monastique, mais le service de la milice interrompait une existence essentiellement ascétique. Les Teutoniques avaient un mode de vie avec une règle similaire aux Templiers, avec une clause concernant le travail hospitalier qu'ils tenaient des Hospitaliers qui les avaient hébergés. Les frères vivaient dans les places fortes une existence religieuse et militaire.

## Hypothèses anciennes
Joseph von Hammer compara dès 1818 les ordres militaires chrétiens (en particulier les Templiers) avec certains modèles islamiques tels que les Assassins chiites. En 1820, José Antonio Conde suggéra qu'ils étaient créés sur le modèle du ribat, une institution religieuse fortifiée qui combinait mode de vie religieux et combat contre les ennemis de l'islam. Aucune de ces opinions, n'est aujourd'hui retenue, Jean de Joinville, biographe de saint Louis rapporte la visite du Vieux de la Montagne, chef des nizâriens, à Acre après la création des Templiers, comme d'ailleurs il semble qu'aucun ribat ne soit apparu en Palestine avant la fondation des ordres militaires.
Il faut peut-être rechercher la création des « moines-soldats » dans les Chevaliers de Saint-Pierre (milites Sancti Petri), milice créée en 1053 par le pape Léon IX pour lutter contre les Normands d'Italie du Sud, à la Bataille de Civitate ou dans la mise en place de l'ordre canonial régulier du Saint-Sépulcre, après la prise de Jérusalem en 1099, par Godefroy de Bouillon. L'Ordre avait pour mission d'aider le patriarche de Jérusalem dans ses diverses tâches. Un certain nombre d'hommes d'armes, issus de la croisade, se mirent alors au service du patriarche afin de protéger le Saint-Sépulcre. Les hommes chargés d'assurer la protection des biens du Saint-Sépulcre ainsi que de la communauté des chanoines étaient appelés chevaliers du Saint-Sépulcre (milites sancti Sepulcri). Ces chevaliers n'étaient pas des chanoines, mais ils profitaient des bienfaits des prières. Ce n'étaient pas encore des « moines-soldats », ils n'avaient pas prononcé de vœu.

## Histoire

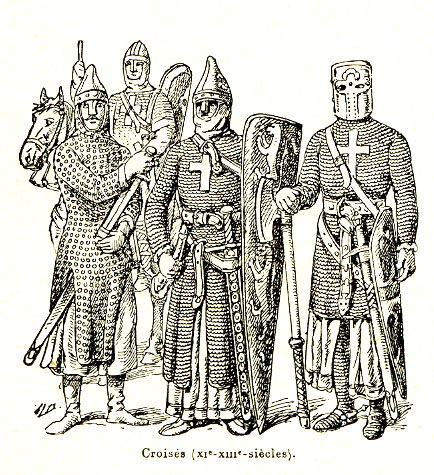
Croisés

Ces « moines-soldats » ne sont pas une évidence, elle est à l'antithèse du rôle de moine cloîtré et méditatif. Depuis la prise de Jérusalem, une paix précaire existe en Palestine. Des bandes de « grands ou petits chemins », des incursions sarrasines font régner une insécurité constante. Une grande partie des croisés sont repartis chez eux après la conquête ; il reste quelques chevaliers et une soldatesque trop souvent limitée aux villes, les déplacements entre villes doivent s'effectuer en groupe. L'augmentation des dispensaires et leur dispersion était un problème pour les pèlerins malades et pour les Hospitaliers.

### Débuts des Templiers (1118–1129)
Suivant Guillaume de Tyr, c'est un baron champenois, Hugues de Payns, qui propose à Baudouin II de Jérusalem la création d'une communauté des « Pauvres Chevaliers du Christ » pour assurer la sécurité des routes. Lors du concile de Naplouse, en 1120, ces chevaliers sont invités à reprendre les armes. La nouvelle confrérie est installée par Baudouin et Gormond de Picquigny, patriarche de Jérusalem, à l'emplacement de l'ancienne mosquée al-Aqsa, considéré comme l'emplacement du temple de Salomon : de là leur nom de milites Templi, « chevaliers du Temple », « Templiers ».

### Reconnaissance papale
Très vite ces chevaliers qui prononcent les vœux d'obéissance, de pauvreté et de chasteté, mais qui combattent les armes à la main les Sarrazins, posent problème au regard des principes de l'Église : ils sont en état de péché en tuant des ennemis, même si ceux-ci sont « infidèles ». Hugues de Payns fait appel à l'abbé de Clairvaux, un sien parent, pour intercéder auprès du pape. Bernard de Clairvaux écrit De laude novae militiae (« Éloge de la nouvelle chevalerie ») dans lequel il développe l'idée de « malicide » (malicidium) : en fait ce n'est pas un homme que tueraient les « chevaliers de la milice du Christ » mais le mal qui est en cet homme, il n'y aurait donc pas homicide mais malicide. Hugues reprend ses propos dans sa lettre De Christi militibus (« Les soldats du Christ ») qu'il soumet au concile de Troyes en janvier 1129 : celui-ci donne son approbation au nouvel ordre. De même, la règle primitive (ou latine car rédigée en latin), écrite en 1128, fut annexée au procès-verbal du concile de Troyes.

### Ordre de Saint-Jean de Jérusalem
En 1080, le Frère Gérard crée une nouvelle « hostellerie » (hôpital) de Jérusalem. La reconnaissance officielle de l'Église vient en 1113 par le pape Pascal II qui impose, en plus des vœux de pauvreté, obéissance et chasteté, un quatrième vœu, celui d'hospitalité.
Le rôle militaire des hospitaliers commence réellement en 1137 quand Foulques I, roi de Jérusalem leur cède le castel Bath-Gibelin à l'est de Gaza. Ils construisent en 1140 Margat au nord de Tripoli, ils achètent la même année Belvoir au nord de Naplouse. Puis ils détiennent Sare, Chastel Rouge, Gibelacar, Belmont et font construire à Jérusalem, Acre, Antioche, et Tortosa. En 1142, Raymond II, comte de Tripoli, leur cède la forteresse d'Homs et surtout le krak des Chevaliers ainsi que toutes les terres perdues à charge pour eux de les reconquérir.
L'Église proteste contre cette militarisation de l'ordre de Saint-Jean et ne voit dans les Hospitaliers, justement, que des hospitaliers. Le concile de Troyes n'a entériné le statut de « moine-soldat » que pour l'ordre du Temple, mais d'aucune façon il n'a été question de l'ordre de Saint-Jean de Jérusalem. La règle de Raymond du Puy vers 1130, ni celle de Roger de Moulins en 1182, ne font état d'un quelconque statut de chevalier. Mais après la bataille de Hattin, en 1187, l'Église reconnaît en eux le meilleur rempart de la chrétienté comme Saladin a reconnu en eux ses pires ennemis.
Le statut de « moine-soldat » n'est confirmé qu'en 1205, dans la forteresse de Margat, lors du chapitre général de l'ordre qui se tient sous le magistère d'Alphonse de Portugal.

## Sources
- Alain Demurger, Les Templiers, Paris, Seuil, 2005, 2e édition 2008.
- Alain Demurger, Moines et Guerriers, les ordres religieux-militaires au Moyen Âge, Paris, Seuil, 2010.

- Alain Demurger, « L'origine des ordres religieux militaires », sur Clio, avril 2002 (consulté le 26 janvier 2024)
- Alain Demurger, Les Templiers, une chevalerie chrétienne au Moyen Âge, Paris, Seuil, coll. « Points Histoire », 2008 (1re éd. 2005), 664 p., poche (ISBN 978-2-7578-1122-1).

- Bertrand Galimard Flavigny, Histoire de l'ordre de Malte, Paris, Perrin, 2006.

- Bertrand Galimard Flavigny, Les chevaliers de Malte, Paris, Découverte Gallimard, 2007.

- Jean-Loup Lemaître, Autour des livres, du nécrologe au martyrologe : Precamur fraternitatem vestram, Genève, Droz, 2019 (choix d'articles publiés de 1984 à 2009).

- Desmond Seward, Les Chevaliers de Dieu, les ordres religieux militaires su Moyen Âge à nos jours, Paris, Perrin, 2008.